# Bilalkoppa, Narasimharajapura
Bilalkoppa là một làng thuộc tehsil Narasimharajapura, huyện Chikmagalur, bang Karnataka, Ấn Độ.